# 프리타운 유조차 폭발 사고
2021년 11월 5일, 시에라리온 프리타운에서 휘발유 유조차와 화물차가 충돌하는 사고가 발생하였다. 이 사고로 유조차가 폭발하고 화재가 발생하여 최소 144명이 사망하고 100여명 이상이 부상을 입었다.

## 사고 발생
2021년 11월 5일 약 22:00 (GMT)에서, 가솔린을 실은 유조차가 웰링턴의 프리타운 교외에 있는 슈퍼마켓 밖에서 회전을 시도했다. 그 과정에서 화강암을 싣고 있던 화물차가 교차로에서 유조차와 충돌해 연료가 누출됐다. 시에라리온의 국가재난관리청에 따르면 두 명의 운전자는 차에서 내려 지역 주민들에게 현장을 피하라고 경고했다고 전했다.
유조차에서 휘발유가 쏟아졌고 지역 주민들과 모터바이크 택시 라이더들이 기름을 컨테이너에 담으려고 시도하는 중에 일어난 폭발로 인해 생긴 불덩이는 초기 충돌로 인해 생긴 교통체증에 갇혀 있던 차량과 사람, 승객들을 집어삼켰다.
프리타운의 이본 아키 소여르 시장 상인들은 트럭에 모여 있던 사람들이 누출된 연료를 용기에 쓸어 담아 폭발 현장에 가까운 곳에 놔두어서 피해가 더욱 커졌다고 말했다. 이로 인해 사고 현장과 매우 가까운 곳에 있던 승용차와 버스를 탄 승객들을 포함한 많은 사람들이 다치거나 사망했다.
많은 희생자들이 차량에 갇혀있었고, 사고 근처에 버스에는 사람들이 가득 타고 있었다. 연료가 거리로 쏟아진 후 인근 상점과 시장에 불이 붙기 시작했다. 현지 언론들이 방송한 뉴스에는 유조차를 둘러싸고 검게 그을린 시체들이 포착됐다. 이번 참사로 최소 99명이 숨진 것으로 확인됐고, 100여 명이 다친 것으로 집계됐다. 폭발 사흘 만에 사망자 수가 101명으로 늘었다.